# Areines
Areines is een gemeente in het Franse departement Loir-et-Cher (regio Centre-Val de Loire) en telt 612 inwoners (2005). De plaats maakt deel uit van het arrondissement Vendôme.

## Geografie
De oppervlakte van Areines bedraagt 4,8 km², de bevolkingsdichtheid is 127,5 inwoners per km².
De onderstaande kaart toont de ligging van Areines met de belangrijkste infrastructuur en aangrenzende gemeenten.

## Demografie
Onderstaande figuur toont het verloop van het inwonertal (bron: INSEE-tellingen).